# Staphylococcus hyicus
Staphylococcus hyicus ist eine Bakterienart aus der Gattung Staphylococcus, die natürlicherweise die Haut von Schweinen besiedelt und bei Abwehrschwäche der Haut die Hautkrankheit Ferkelruß verursachen kann.
S. hyicus ist grampositiv und fakultativ anaerob. Früher wurde S. hyicus noch als Biovar 2 von Staphylococcus epidermidis geführt, bildet heute jedoch eine eigene Art.
Das Koagulaseverhalten ist zwischen den verschiedenen Stämmen uneinheitlich, ebenso ihre Virulenz. Der wichtigste Virulenzfaktor sind die Exfoliativtoxine (ExhA-D).
Hämolyse tritt nicht auf.

## Quelle
- Medizinische Mikrobiologie, Infektions- und Seuchenlehre von Rolle/Mayr, Enke Verlag Stuttgart (2007)